# José Antonio Casajús
José Antonio Casajús Mallén (Biel, 27 marzo 1958) è un ex calciatore e medico spagnolo.

## Caratteristiche tecniche
Giocava come difensore centrale. All'occorrenza poteva essere schierato come terzino sinistro.

## Carriera
Crebbe nel settore giovanile del Real Saragozza, la squadra della sua città. Debuttò con la prima squadra in Primera División nel 1980.
Nel 1983, mentre era un giocatore del Real Saragozza, si laureò in medicina presso l'Università della medesima città.
Nella stagione 1983-1984 giocò in prestito nella squadra del Cadice, dove era impegnato per il servizio militare..
Debuttò ufficialmente con la maglia gialloblu, il 14 settembre 1983, in Copa del Rey contro l'AD Ceuta, partita vinta dalla sua squadra per 9-0.
Successivamente, debuttò anche nella Liga contro la Real Murcia.
A fine stagione tornò al Real Saragozza, dove giocò per altre quattro stagioni, vincendo una Coppa del Re nel 1986.
Tra il 1988 e il 1990, giocò al Sabadell. Contemporaneamente, si specializzò in medicina sportiva presso l'Università di Barcellona.
Al termine della sua carriera da giocatore, avvenuta nel 1990, restò nell'ambiente calcistico: infatti, in seguito ai suoi studi e alla sua attività professionale, entrò a fare parte delle Commissioni Anti-doping nella RFEF e nella UEFA, oltre a ricoprire diversi incarichi come ricercatore e docente in ambito accademico.

## Palmarès

### Giocatore

#### Competizioni nazionali
- Coppa di Spagna: 1

Real Saragozza: 1985-1986